# Ramon Argüelles
Ramon Cabrera Argüelles (ur. 12 listopada 1944 w Batangas) – filipiński duchowny katolicki, arcybiskup Lipy w latach 2004–2017.

## Życiorys

### Prezbiterat
21 grudnia 1969 otrzymał święcenia kapłańskie. Inkardynowany do archidiecezji manilskiej, przez 10 lat pracował w miejscowym seminarium, zaś w latach 1982–1986 był także jego rektorem. W 1986 został kapelanem manilskiego uniwersytetu, zaś dwa lata później objął probostwo w Quezon. Od 1990 przebywał w Rzymie, gdzie pracował jako duszpasterz filipińskich pielgrzymów oraz jako rektor Papieskiego Kolegium Filipińskiego.

### Episkopat
26 listopada 1993 został mianowany biskupem pomocniczym archidiecezji Manili ze stolicą tytularną Ros Cré. Sakry biskupiej udzielił mu 6 stycznia 1994 papież Jan Paweł II.
25 sierpnia 1995 został mianowany ordynariuszem polowym armii filipińskiej.
14 maja 2004 decyzją papieża Jana Pawła II został arcybiskupem metropolitą Lipy. Ingres odbył się 16 lipca 2004.
2 lutego 2017 przeszedł na emeryturę.